# Évangéliaire de Lothaire
L'Évangéliaire de Lothaire est un manuscrit enluminé contenant les évangiles commandé vers 850 par l'empereur Lothaire Ier à l'abbaye Saint-Martin de Tours. Il est actuellement conservé à la Bibliothèque nationale de France (Lat.266).

## Historique

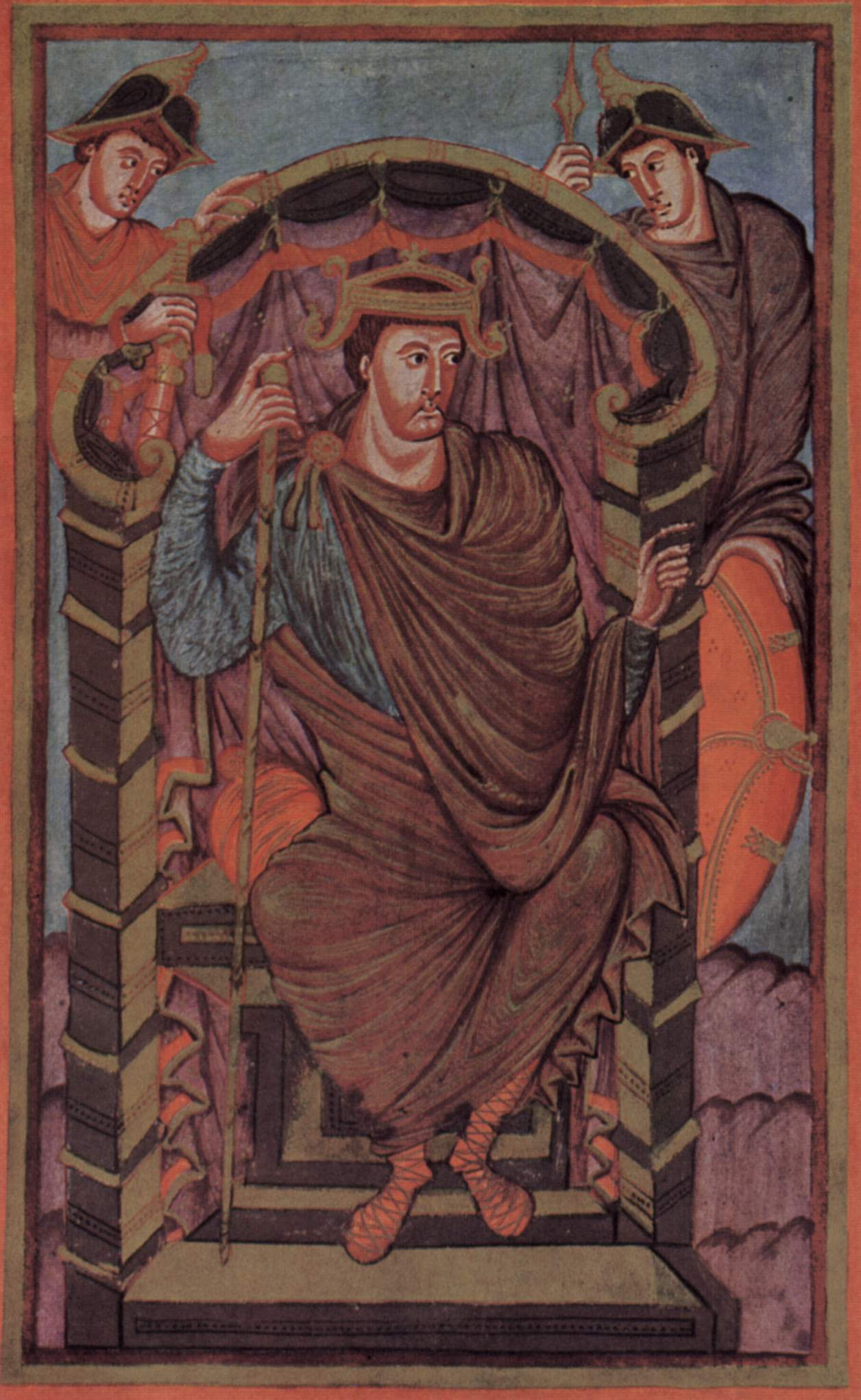
Portrait de Lothaire Ier, f.1v.

Le manuscrit est réalisé à l'abbaye Saint-Martin de Tours sous l'abbatiat de l'abbé laïc Vivien de Tours. Le folio 2 mentionne un certain Sigilaus scribe du livre qui dédie le livre à l'empereur Lothaire Ier. Les miniatures sont de la main du même artiste qui a réalisé une partie des décorations de la Première Bible de Charles le Chauve dans le même atelier (dit « Maître C »). D'après son style, cet artiste est proche du scriptorium de Reims. 
Avant 1367, le manuscrit se retrouve à l'abbaye Notre-Dame de Pontifroid en Lorraine, d'après une note marginale au folio 76v de la main de l'abbé cistercien Gilbert. Un ex-libris au folio 221 indique : de camera compotorum Blesensis. Cet ex-libris du XVe siècle est traditionnellement appliqué sur les ouvrages ayant appartenu à Charles Ier d'Orléans et confié à la cour des comptes de Blois avant qu'ils ne soient récupérés par Louis XII en 1501 pour entrer dans la bibliothèque royale du château de Blois. À partir de cette date, il reste dans les collections royales. 

## Description
Le manuscrit contient les traditionnels textes de la Vulgate, avec, outre les quatre évangiles, les prologues habituels : les lettres de Jérôme au pape Damase, le prologue tiré du commentaire sur Matthieu de Jérôme et la lettre d'Eusèbe à Carpien. Le livre est écrit en minuscule caroline avec des incipits écrits en or, argent et rouge, encadrés ou sur bandeau pourpré. Les débuts des évangiles et les préfaces sont en onciales d'or.
L'ouvrage contient 12 pages de canons de concordances richement ornés, ainsi que 6 miniatures en pleine page : le portrait de Lothaire Ier (f.1v), le Christ en majesté dans une mandorle entouré du tétramorphe (f.2v). Puis suivent les portraits des évangélistes : Matthieu (f.22v), Marc (f.75v), Luc (f.112v), Jean (f.171v).